# Aero-Club Bamberg

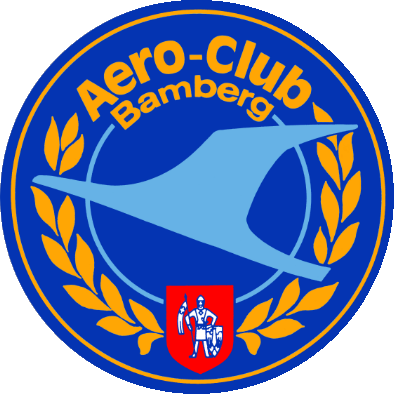
Vereinslogo des Aero-Clubs Bamberg

Der Aero-Club Bamberg e.V. ist ein Flugsportverein in der oberfränkischen Stadt Bamberg. Über 200 Vereinsmitglieder fliegen im Aero-Club Bamberg in den Sparten Segelflug, Motorflug, Motorsegler und Modellflug. Heimatflugplatz des Vereins ist der Flugplatz Bamberg-Breitenau, den er als operativer Betreiber in Zusammenarbeit mit den Stadtwerken Bamberg betreibt. Neben acht Segelflugzeugen, sieben Motorflugzeugen und einem Motorsegler, die sich im Vereinseigentum befinden, sind hier zahlreiche Segel-, Motorflugzeuge und Motorsegler privater Halter und Haltergemeinschaften sowie eine Cessna Citation und zwei Hubschrauber der Firma Brose stationiert. Der Aero-Club Bamberg besitzt zudem einen Modellflugplatz und ist Teilnehmer der deutschen Segelflug-Bundesliga. Der Aero-Club Bamberg betreibt eine vereinseigene Flugschule (ATO) und bildet Segelflug-, Motorflug- und Motorseglerpiloten aus.

## Geschichte
Der Aero-Club Bamberg wurde am 8. Juni 1949 unter dem Decknamen Wanderclub Friesener Warte gegründet. Zweck des Vereins war der heimliche Bau von Segelflugzeugen und deren Betrieb, was zum Zeitpunkt der Gründung des Vereins verboten war. Die Umbenennung des Vereins in Aero-Club Bamberg erfolgte kurz nach der Legalisierung des Segelfluges im Jahr 1951. Nach der Wiedererlaubnis des Motorfluges in Deutschland 1955 erwarb der Aero-Club Bamberg eine Comte AC-4 und eröffnete damit seine Motorflugsparte. 1983 Jahren gründete der Aero-Club Bamberg die vereinseigene Ultraleicht-Sparte, die bis 2019 bestand. 1996 trug der Aero-Club Bamberg den 55. Deutschen Segelfliegertag aus, bei dem sich Segelflugpiloten aus ganz Deutschland in der Bamberger Konzert- und Kongresshalle, um Fachvorträge zu hören und Kenntnisse über die neuesten Forschungsergebnisse aus Aerodynamik, Flugnavigation, Luftrecht und Meteorologie und deren praktischer Anwendung im Streckensegelflug zu erwerben. Zudem stellten Hersteller hier technische Neuerungen im Flugzeugbau und in der Fluginstrumentierung vor. Vom 28. bis 31. Juli 2011 wurde die Offene Deutsche Hubschraubermeisterschaft vom Aero-Club Bamberg ausgetragen. Seit dem Abzug der US-Armee aus Bamberg im Jahr 2012 betreibt der Aero-Club Bamberg den Flugplatz Bamberg-Breitenau zusammen mit den Stadtwerken Bamberg.

## Erfolge
Der erste sportliche Erfolg des Aero-Clubs Bamberg ist 1955 zu verzeichnen, als Albert Otto, Franz Dioszeghy, Adolf Haaß, Joseph Hofmann und Jean Weghorn die ersten Streckensegelflüge mit mehr als 50 km Distanz in der Geschichte der Breitenau absolvierten und sich für das FAI-Leistungsabzeichen in Silber qualifizierten. Sie flogen mit einem B-Spatz, einer Mü 13 E und einem Grunau Baby IIIb von Bamberg jeweils nach Uffenheim, Haßlach, Edelsfeld, Bindlach bzw. Nürnberg. Im Jahr 1961 gewannen Rudolf Weigmann und Herman Welzel auf der vereinseigenen Comte AC-4 beim Deutschlandflug den Burda-Preis der Lüfte, eine Piper J-3C. Dieses Flugzeug wurde der Grundstock der vereinseigenen Motorflugschule. Nur zwei Jahre später im Jahr 1963 flog Jürgen Eichelsdörfer den ersten Streckensegelflug mit mehr als 300 km Distanz in der Geschichte der Breitenau, wodurch er eine der Bedingungen für das FAI-Leistungsabzeichen in Gold erfüllte. Er flog mit einem L-Spatz 55 von Bamberg nach Freiburg im Breisgau. Im April 1981 flog Hans Jürgen Schmacht mit einer Flugstrecke von 841 km das größte FAI-Dreieck, das bis dahin jemals im Segelflug in Deutschland zu einem so frühen Zeitpunkt im Jahr geflogen worden ist. Er wurde 1981, 1983 und 1985 Bayerischer Segelflugmeister und 1987 Bayerischer Vizemeister in der 15-Meter-Klasse. 2012 stieg der Aero-Club Bamberg in die deutsche Segelflug-Bundesliga auf, in der er 2015 mit dem vierten Platz das beste Ergebnis in der Geschichte des Vereins erzielte. Im Sommer 2018 gewann der Bamberger Segelflugpilot Maximilian Dorsch die deutsche Segelflug-Meisterschaft der Junioren in der Clubklasse. 2019 errang er mit der deutschen Mannschaft bei der Segelflug-Weltmeisterschaft der Junioren in der Clubklasse im ungarischen Szeged den Sieg in der Teamwertung. In der Einzelwertung erreichte er den dritten Platz der besten Segelflugpiloten der Clubklasse unter 25 Jahren weltweit.